# Липа (станция оптико-электронного подавления)
«Липа» (Л166В1А) — советская авиационная станция оптико-электронных помех. Предназначена для защиты вертолётов и самолётов от ракет с инфракрасной головкой самонаведения, таких как «Сайдуиндер», «Ред Ай», «Чапарэл», «Питон», «Стрела-2М», «Стингер».

## Принцип действия
С 1982 года на вертолётах появилась станция оптико-электронных помех СОЭП-В1А (изделие Л-166 или «Липа»), которую монтировали наверху фюзеляжа. При помощи нагревательного элемента (мощной ксеноновой лампы или нихромовой спирали) и системы вращающихся линз «Липа» создавала вокруг вертолёта импульсный поток непрерывно перемещающихся ИК-лучей. Комплекс применяется одновременно с тепловыми ловушками и затрудняет определение выделение вертолёта на фоне ловушек, что приводило к «рысканию ракеты» между ловушками и вертолётом. Станция оказалась эффективной, хотя имела «мёртвые зоны» внизу и не обеспечивала полностью защиту от «Стингеров» в них. Суммарная эффективность СОЭП «Липа» при использовании ловушек и средств снижения заметности в ИК-диапазоне в боевых условиях Афганистана достигала 70-85 % (по числу сорванных пусков к их общему числу).

## Боевое применение
Устанавливалась на вертолёт Ми-24 в войне в Афганистане. Всего по Ми-24 произведено 563 пуска ракет «Стингер», 89 попаданий, из них 31 попадание привело к гибели 18 вертолётов. Бо́льшая часть попаданий зафиксирована в корму вертолёта из-за расположения станции в верхней полусфере. В целом применение станции оптико-электронных помех на Ми-24 снизило вероятность поражения тепловыми ракетами «Стингер» до 3,2 % (Су-25 до 4,7 %, Ми-8 до 18 %). Применение станции оптико-электронных помех в комплексе с экранно-выхлопным устройством срывало наведение в 70-85 % случаев

## Аналоги
- Президент-С
- Адрос